# 鑓場の戦い
鑓場の戦い（やりばのたたかい）は、戦国時代に阿波国の名東郡黒田鑓場における三好実休と久米義広の戦闘。
鑓場の合戦ともいい、久米義広らによる細川氏之の仇討ちという側面から鑓場の義戦、あるいは三好氏に対する久米義広らの反乱という意味で久米の乱とも記される。

## 経緯

### 勝瑞事件
阿波細川家の当主（阿波屋形、阿波・讃岐守護）で勝瑞城を居城としていた細川氏之は、同城で実権を握る三好実休と確執が深まり、死に追いやられた。
『三好記』によると、細川氏之は相撲見物に招いた席で三好実休を殺そうとしたが、相談相手の奉行、四宮与吉兵衛が実休に密告したため計画が露見した。実休が3,000の兵を集める一方、氏之の手勢は馬廻100余りにすぎず、見性寺で援軍を募るが、呼応する勢力はなく、天文21年8月19日（1552年9月7日）に氏之は自害、氏之の家臣だった星相右衛門と蓮池淸助が死亡した。
この結果、氏之の子である細川真之が阿波屋形となった。

### 久米義広の挙兵と奇襲
芝原城の城主である久米義広は、妻が細川氏之の妹で、娘が三好実休の妻であったため、両者と姻戚関係にあったが、最終的には三好実休を打倒しようとした。
『三好記』によると、久米義広は細川氏之の仇討ちを決意し、親しくしていた近隣の城主たちである小倉重信（蔵本城）、佐野平明（佐野須賀城）、野田内蔵助（野田山城）、仁木高将（英城）らと計画を練った。後日、小倉重信が勝瑞城を訪れた際、実休の警備が数十人と手薄だったため、これを芝原の久米義広に伝えると、その日のうちに芝原城に2,000を超える兵が集まった。一方、実休側もこの動きを察知し、勝瑞城には町人も交えて2,000の兵が集められた。
久米義広は、一宮城の小笠原成助の妻が実休の妹であることに着目し、彼女を人質に取るため、芝原城から近い勝瑞城をあえて無視して、一宮城を夜襲した。小笠原成助は家臣の木村肥後守に救出され逃げ延びたものの、一宮城は門を破られて落城し、妻と娘は人質となった。

### 淡路からの援軍と三好実休の反撃
『三好記』によると、この後すぐに、淡路島の野口則守が、1,000の兵を引き連れて三好方に合流した。それに加えて、実休は上郡（三好郡・美馬郡など）からも援軍を集め、中富川に2,000の兵を出した。一方の久米方は、川を挟んで黒田鑓場に陣を敷いた。
すると、実休は久米方の兵数が少ないと判断し、渡河して兵を黒田鑓場に進めた。この戦闘で野田内蔵助と野口則守は戦死し、久米方の城主たちは全員戦死にした。
『昔阿波物語』によると、三好方の兵3,000に対して久米方の兵は600であり、久米方は包囲されて全滅した。

## 影響

### 久米義広の子
『三好記』によると、細川氏之の妹は赤松氏に嫁いでおり、鑓場の戦いの後、久米義広の遺児は赤松氏を頼って播磨国の赤松館へと落ちのびた。『昔阿波物語』によると、阿波屋形の女婿は赤松晴政である。

### 阿波公方の出奔
『平島殿先祖並細川家三好家覚書』によると、足利義冬（義維）を阿波に受け入れたのは細川氏之であり、勝瑞事件以降、足利義冬と三好実休の関係は悪化し、義冬は弘治元年（1555年）の春、阿波を出て周防国の大内氏の下に身を寄せた。
そもそも、細川氏之の正妻と足利義冬の正妻は姉妹であり、2人の父・大内義興はかつて上洛して足利義稙を将軍に戻した実績を持つ。しかし、大内義興の子・大内義隆が天文20年(1551年)の大寧寺の変で死亡したことで、既に大内氏は事実上滅亡しており、この時の大内氏の名目上の当主・大内義長は大友義鎮の弟で足利義晴・義輝父子から偏諱を受けた人物である。さらに、2年後の弘治3年（1557年）の春、毛利元就の侵攻(防長経略)により大内義長が自害し、大内氏は名実ともに滅亡した。

## 跡地
現在の徳島県徳島市国府町東黒田字鑓場には、古戦場跡として、江戸時代から石碑がいくつか建てられている。
天正7年（1579年）に岩倉城の三好康俊らが土佐国の長宗我部氏に寝返った結果、援軍に来ていた三好方の重臣が多数戦死するという事件が発生した。『矢野氏覺書』によると、この際に矢野国村は仁木日向守に討たれた。その後、長宗我部方が東に進軍したので、矢野虎村ら三好方も兵を出し、大川（現在の吉野川）を挟んで黒田村と中富村に布陣した。この時、両軍が川端で槍を合わせたので、鑓場という地名になった。